# Linia 12 metra w Madrycie
Linia 12 – dwunasta linia metra w Madrycie. Jest to linia okrężna i jako jedyna położona jest poza Madrytem. Cała linia liczy w sumie 28 stacji z peronami 110-metrowymi i o łącznej długości 41 km torów. Linia została otwarta w 2003 r.